# Relâmpago de Cherenkov

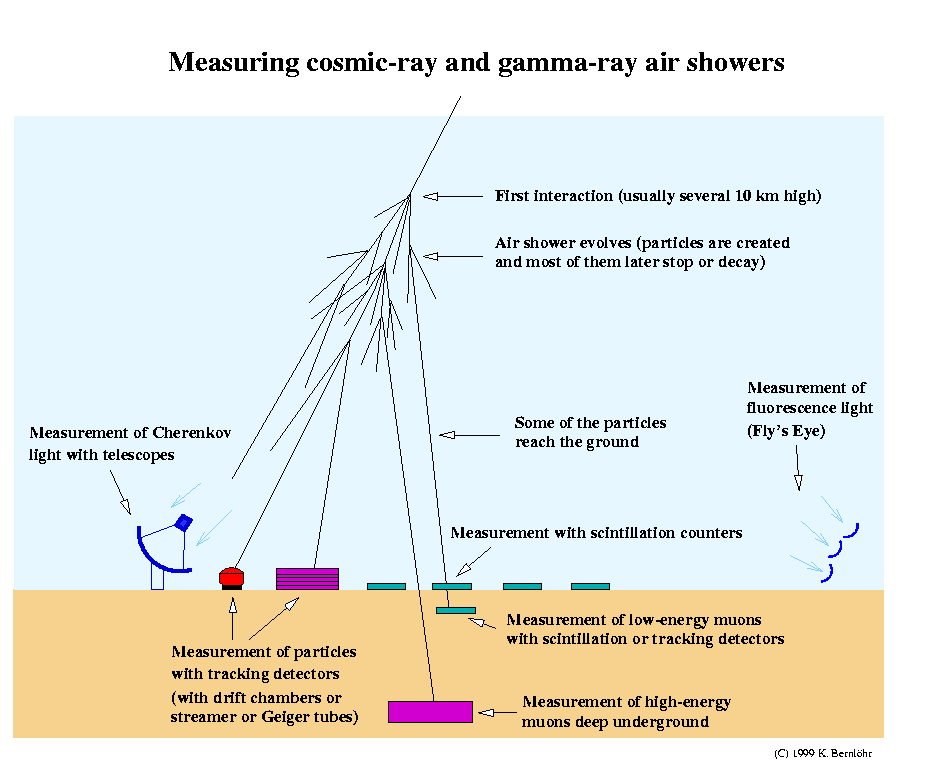
Mecanismo de formação e formas de detecção dos "relâmpagos de Cherenkov".

Relâmpago de Cherenkov são emissões de luz visível, de muito curta duração e muito baixa luminosidade, produzidas na atmosfera terrestre por cascatas de partículas desencadeadas pela absorção de raios cósmicos. A sua curta duração, inferior a um microssegundo, e baixa intensidade não permitem a observação directa. O nome homenageia o físico Pavel Alekseyevich Cherenkov, descobridor do efeito Cherenkov.

## Descrição
Na atmosfera terrestre, a cerca de 10 km de altitude, a absorção de radiação gama extremamente energética proveniente do espaço sideral desencadeia cascatas de partículas de alta energia. Cada "cascata" (ou "chuveiro de partículas") é criado pela absorção, por colisão, da energia de uma única partícula de muito alta energia, em geral oriunda de uma supernova ou de outro fenómeno de alta anergia ocorrido no espaço sideral, por vezes em outras galáxias. A absorção da partícula, que em geral tem energias na ordem das dezenas de TeV, desencadeia por colisão e bremsstrahlung a emissão de partículas secundárias que vão sucessivamente sendo reabsorvidas, libertando um número crescente de partículas de energia menor.
Embora as primeiras emissões, por serem demasiado energéticas, não sejam visíveis, a progressiva desaceleração das partículas leva à emissão de fotões com energias na região do espectro visível, num processo em tudo semelhante à produção da radiação de Cherenkov. Esta emissão causa o surgimento nas camadas superiores atmosfera de clarões de luz direccionais, azulados, os chamados "relâmpagos azuis". Embora estas emissões, por demasiado breves e ténues, não possam ser observadas a olho nu, podem ser observadas recorrendo a equipamento fotomultiplicador adequado.
O estudo do fenómeno é um dos campos importantes da astronomia gama e da astrofísica em geral. Contudo, apesar dos "relâmpagos de Cherenkov" envolverem fotões que com alguns TeV, com biliões de vezes mais energia quântica do que os fotões da luz visível, apenas podem ser observados a partir do espaço ou com recurso a equipamentos instalados em locais em que a atmosfera terrestre é apresente grande transparência.
A investigação directa deste fenómeno iniciou-se em 1989 a partir do Observatório Fred Lawrence Whipple (Fred Lawrence Whipple Observatory), onde foi instalado um telescópio especificamente concebido para estudar esta radiação (o Telescópio Whipple Cherenkov). O equipamento consiste num espelho metálico com cerca de 10 metros de diâmetro, com o qual foi possível pela primeira vez observar a partir da superfície da Terra emissões gama oriundas de fontes extragalácticas. Com a segunda geração de instrumentos, incluindo os telescópios HEGRA instalados na ilha de La Palma (Canárias), foram descobertas dezenas de objectos celestes que emitem raios gama de alta energia. O primeiro telescópio Cherenkov de grande ganho, o Sistema Estereoscópico de Alta Energia (HESS), entrou em serviço no ano de 2002, na Namíbia, com um conjunto de quatro grandes espelhos.